# Vendetta (2022)
Vendetta is een Amerikaanse vigilantefilm uit 2022 onder regie van Jared Cohn, die ook het scenario schreef. De hoofdrollen worden vertolkt door Clive Standen, Theo Rossi, Bruce Willis, Thomas Jane en Mike Tyson. Dit is een van de laatste films met Bruce Willis, die stopte met acteren nadat bij hem frontotemporale dementie werd vastgesteld.

## Verhaal
In een buitenwijk van Georgia haalt ex-marinier William Duncan zijn dochter Kat op, een softbalspeelster die van een professionele sportcarrière droomt. Onderweg stoppen ze om het avondeten op te halen. Terwijl William naar binnen gaat, blijft Kat achter in de auto, waar ze vermoord wordt door de broers Rory en Danny. Er volgt al snel een arrestatie, maar William weigert Danny te identificeren waardoor die vrijuit gaat. William besluit Danny de volgende nacht op te sporen en te vermoorden. Woedend zetten Rory en zijn vader Donnie een vergeldingsactie op om William uit te schakelen. Wat volgt is een kat-en-muisspel tussen twee mannen die tot het uiterste gaan om wraak te nemen.

## Rolverdeling
| Acteur          | Personage      |
| --------------- | -------------- |
| Clive Standen   | William Duncan |
| Theo Rossi      | Rory Fetter    |
| Bruce Willis    | Donnie Fetter  |
| Thomas Jane     | Dante          |
| Mike Tyson      | Roach          |
| Kurt Yue        | Detective Chen |
| Lauren Buglioli | Jen Duncan     |
| Maddie Nichols  | Kat Duncan     |
| Cabot Basden    | Danny Fetter   |

## Release en ontvangst
Vendetta werd door Redbox Entertainment uitgebracht in een beperkt aantal Amerikaanse bioscopen en via video-on-demand op 17 mei 2022. De film bracht wereldwijd 175.173 dollar op aan de kassa.
De film kreeg slechte recensies van critici. Variety noemde het een flauw afkooksel van Death Sentence uit 2007 en vond de acteerprestatie van Bruce Willis pijnlijk om te zien in het licht van zijn dementiediagnose. Common Sense Media gaf ook een negatieve recensie en verwoordde het zo: "Als de meest oprechte en overtuigende prestatie in een film wordt geleverd door Mike Tyson, weet je dat je in de problemen zit".